# Otxor
Otxor (en rus: Очёр) és una ciutat de Rússia, es troba al territori de Perm. El 2023 tenia 14.294 habitants. Es troba a la riba del riu Otxor, un afluent del Kama, a 92 km a l'oest de Perm.

## Història
Otxor fou fundada el 1759 en el marc de la creació d'una planta siderúrgica per part de la família Stroganov. Rebé l'estatus de ciutat el 1950. prop d'Otxor s'han descobert un nombre important de fòssils de rèptils del Permià.